# Стен Вавринка
Станіслас «Стен» Вавринка (нім. Stanislas Wawrinka; нар. 28 березня 1985, Лозанна, Швейцарія) — швейцарський професійний тенісист, олімпійський чемпіон, переможець трьох турнірів Великого шолома: Відкритого чемпіонату Австралії 2014, Відкритого чемпіонату Франції 2015 та Відкритого чемпіонату США 2016, а також Мастерсу в Монте-Карло 2014.
Звання олімпійського чемпіона Вавринка виборов на Пекінській олімпіаді в парному розряді разом із Роджером Федерером.
Вавринка має один з найкращих одноручних бекхендів серед тенісистів професіоналів. Це його улюблений удар.
У травні 2014 офіційно змінив своє ім'я зі «Станіслас» на «Стен».

## Кар'єра

### 2011
На Відкритому чемпіонаті Австралії 2011 Вавринка добрався до чвертьфіналу, де поступився Роджерові Федереру.

### 2014
Сезон 2014 року Ваврінка почав з перемоги на турнірі Chennai Open. На Australian Open Ваврінка здобув свій перший у кар'єрі титул ТВШ, у чвертьфіналі вперше за 15 матчів перемігши чинного чемпіона Новака Джоковича, а у фіналі — також уперше в кар'єрі — Рафаеля Надаля. Після цієї перемоги він вперше піднявся на 3 сходинку рейтингу.

## Статистика виступів
Фінали турнірів Великого шолома: 4 (3 перемоги, 1 поразка)
| Статус   | Рік  | Турнір              | Покриття | Суперник у фіналі | Рахунок у фіналі        |
| -------- | ---- | ------------------- | -------- | ----------------- | ----------------------- |
| Перемога | 2014 | Australian Open (1) | Хард     | Рафаель Надаль    | 6–3, 6–2, 3–6, 6–3      |
| Перемога | 2015 | French Open (1)     | Ґрунт    | Новак Джокович    | 4–6, 6–4, 6–3, 6–4      |
| Перемога | 2016 | US Open (1)         | Хард     | Новак Джокович    | 6–7(1–7), 6–4, 7–5, 6–3 |
| Поразка  | 2017 | French Open (1)     | Ґрунт    | Рафаель Надаль    | 2–6, 3–6, 1–6           |